# Gawerejo
Gawerejo is een bestuurslaag in het regentschap Lamongan van de provincie Oost-Java, Indonesië. Gawerejo telt 1396 inwoners (volkstelling 2010).